# Studebaker Speedster
La Speedster è un'autovettura coupé costruita dalla Studebaker nel 1955. Faceva parte della famiglia della President.

## Contesto
Il modello è considerato l'ammiraglia degli anni cinquanta della casa automobilistica di South Bend. La Studebaker ha usato il nome “Speedster” per un'altra vettura dei primi anni venti.
Era basata sulla President coupé con hard-top (l'hard-top è un tetto rigido non pieghevole montato solitamente su vetture con carrozzeria roadster o cabriolet per trasformarle in coupé, per esempio in inverno). Nel 1955 la Studebaker rivisitò profondamente i suoi modelli, ed incorporò l'avvolgente paraurti della Speedster con un'imponente griglia cromata, che condivideva con le altre auto americane dell'epoca.
Il prezzo di listino della Speedster partiva da 3253 dollari, cioè 800 dollari in più rispetto alla versione base della President del 1955. La ragione di questo risiedeva che la prima aveva in dotazione molti equipaggiamenti, tra cui la scelta tra lo Studebaker Automatic Drive (il cambio automatico) o la trasmissione overdrive, il servosterzo e il servofreno, il doppio scarico, un carburatore quadricorpo, una selleria di pelle pregiata trapuntata con motivi romboidali, i tappetini per i posti anteriori e posteriori, una custodia per le carte geografiche (ma nessuna custodia per i guanti), una radio a pulsanti dotata di otto valvole termoioniche, un contachilometri Stewart-Warner con velocità massima indicata di 160 mph ed un tachimetro da 8000 giri al minuto, un orologio elettrico, la luce per il portacenere, il filtro dell'olio e dell'aria, due lampadine di scorta, un clacson triplo, dei tergicristalli elettrici a due velocità, degli pneumatici a fascia bianca, finti copriruota e fendinebbia sui paraurti.
Per la Speedster era disponibile anche uno specifico allestimento che includeva decorazioni per il cofano, bande d'acciaio inossidabile per la capote, il nome “Speedster” in varie parti della vettura, bordi cromati per il portacenere, due specchi retrovisori, altre decorazioni, e tubi di scarico maggiorati.
Era disponibile in tre colori, ed il più famoso di questi era la tonalità chiamata "lemon/lime" ("limone/lime"). I soprannomi di altre Speedster in base al colore furono "Hialeah Green" ("verde Hialeah ") e "Sun Valley Yellow" ("giallo Sun Valley").
La Studebaker produsse 2215 Speedster durante l'unico anno di produzione.